# Kamdopping
Kamdopping (Podiceps gallardoi) är en utrotningshotad sydamerikansk dopping som beskrevs som ny art så sent som 1974.

## Utseende
Kamdoppingen är en omisskännlig, 32 centimeter lång dopping. Den är huvudsakligen vit med mörkgrå rygg. Hättan är svart med kontrasterande vit panna som övergår i en rödaktig topp mot näbben. I flankena syns mycket vitt.

## Utbredning och systematik
Fågeln häckar enbart i några få sjöar i västra Santa Cruz i sydvästligaste Argentina.. Det enda kända övervintringsområdet är flodmynningarna av floderna Río Coyle, Río Gallegos och Río Chico utmed kusten i Santa Cruz. Tillfälligt har den påträffats i Magallanes i södra Chile och i oktober 2013 sågs två individer i en sjö i Laguna Blanca.

## Status
Kamdoppingen är en mycket fåtalig art. Den har dessutom på kort tid minskat mycket kraftigt, från en uppskattad världspopulation på 3.000-5.000 individer 1997 till 1.000-1.200 baserat på inventeringar 2013 och 2014. Av den anledningen kategoriseras arten som akut hotad (CR) av internationella naturvårdsunionen IUCN. Arten hotas dels av klimatförändringar, där snöbrist torkar ut sjöar, dels införsel av både mink samt lax och öring till sjöar på Strobelplatån.

## Namn
Fågelns vetenskapliga artnamn hedrar Ángel Gallardo (1867-1934), argentinsk civilingenjör, politiker och zoolog, samt hans sonson José María Alfonso Félix Gallardo (1925-1994), argentinsk zoolog, båda tidigare direktörer för Museo Argentino de Ciencias Naturales 'Bernadino Rivadavia'.